# Regia marina saudita
La Regia marina saudita (in arabo   القوات البحرية الملكية السعودية), anche se è più usata la dizione Royal Saudi Naval Force (RSNF), è la componente marittima delle Forze armate saudite. La marina opera su due squadre navali, aventi base in due porti: Gedda nella King Fasail Naval Base per la Flotta Occidentale (Western Fleet, poiché usano la lingua inglese nelle comunicazioni internazionali) sul Mar Rosso e l'altro a Jubail sul Golfo Persico per la Flotta Orientale (Eastern Fleet); altri porti di appoggio a Yanbuʿ, Dammam e Ras al-Mishab.

## Storia

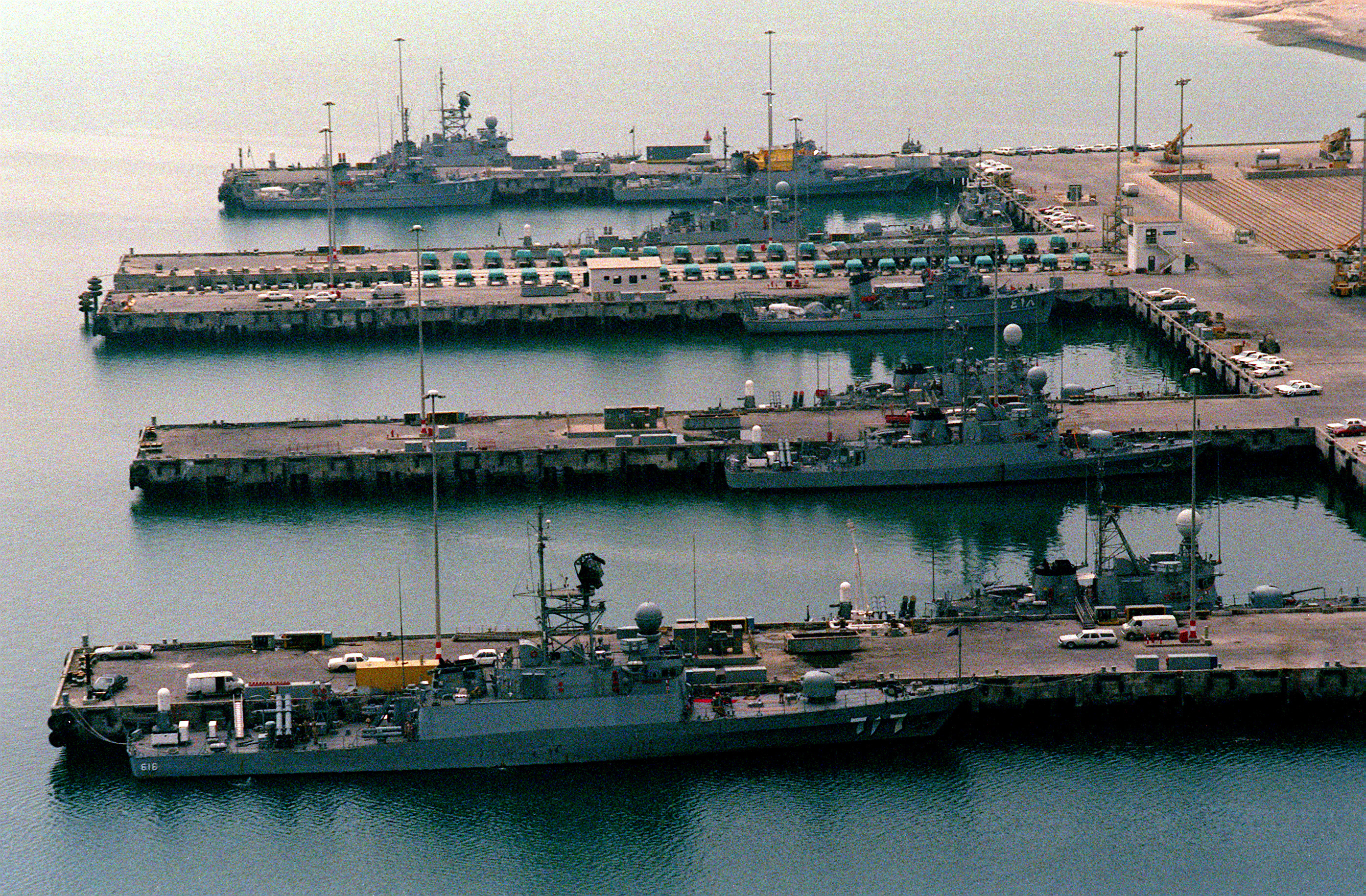
La base navale King Abdul-Aziz a Jubail, sede della flotta est della Royal Saudi Navy

Le sue origini vengono fatte risalire al 1960 per alcuni o al 1965 per altri, ma fino al 1969 la forza non aveva in dotazione alcun mezzo navale significativo, e constava di un migliaio di uomini con pochi piccoli battelli; in quegli anni vennero acquisite tre motosiluranti della classe Jaguar.
Un deciso impulso alla crescita della forza navale venne dato nel 1971 dalla scelta britannica di ritirarsi dal mondo "ad est di Suez" comprese alcune isole dello stretto di Hormuz che divennero oggetto di una contesa internazionale, per cui i sauditi decisero di acquisire l'autonomia nella difesa marittima. A questo scopo venne redatto il Saudi Naval Expansion Program (SNEP), che ebbe come primo partner gli Stati Uniti nel gennaio del 1972 e per i due anni successivi. Ma il programma era più articolato per cui si decise anche di costruire due importanti infrastrutture a Jubayl e Jeddah ed un quartier generale collegato alle altre forze armate a Riad nel 1974. Negli anni successivi e fino al 1982 verranno acquisite le 4 corvette della classe Badr e le 9 motovedette lanciamissili della classe Al Siddiq, insieme a 4 cacciamine costieri di costruzione statunitense che andarono a formare la classe Addriyah (o MSC 322, dove MSC sta per MineSweeper Coastal, appunto cacciamine costiero).

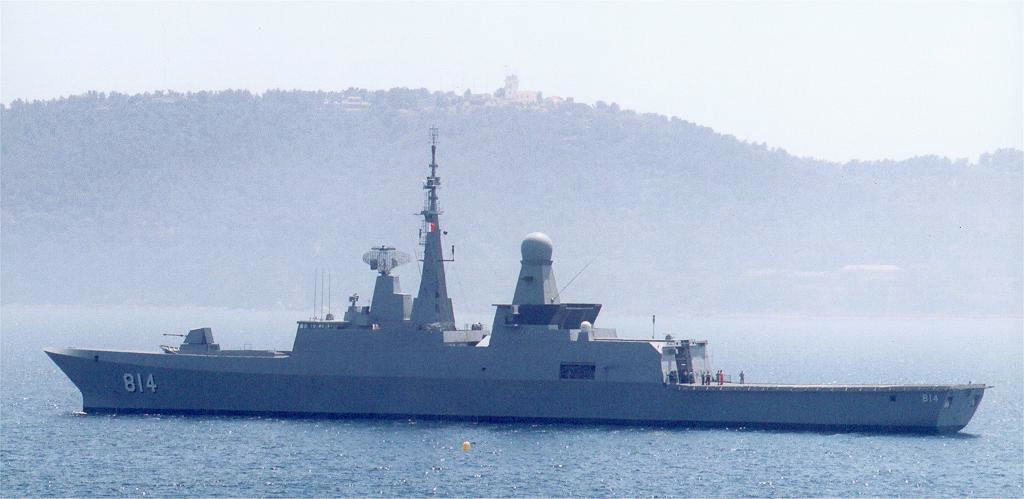
HMS Makkah

I 3,7 milioni di dollari spesi fino al 1990 hanno permesso un ambizioso ampliamento sia per quanto riguarda le infrastrutture che i mezzi navali, oltre ad una componente aerea basata su elicotteri, ma hanno anche fatto emergere ai sauditi le difficoltà dell'addestramento basato su modelli americani che a volte poco erano adeguati alla mentalità ed esigenze dei locali. Per questi motivi nonostante lo SNEP non fosse terminato vennero cercate altre linee di approvvigionamento dei materiali, ed in quest'ottica venne stilato il contratto noto come Sawari, che comportò l'acquisto dalla Francia di fregate della futura classe Al Madinah (F-2000) e di 2 rifornitori di squadra della classe Boraida, oltre alla formazione di varie centinaia di operatori specializzati presso strutture francesi, il tutto consegnato tra il 1984 e il 1986.
Dopo la fornitura francese venne aperta una nuova linea di acquisti verso la Gran Bretagna, anche se più modesta, con l'acquisto di tre cacciamine Vosper che costituirono la classe Al Jawf. A questa fece seguito quasi subito una nuova fornitura, nota come Sawari II, da parte francese di fregate della classe Lafayette migliorata, nota come F-3000S e localmente come classe Al Riyadh da 4.700 t di stazza e più grandi delle Lafayette da cui derivano, con tre fregate consegnate tra il.

## Struttura
È composta da 15.000 uomini dei quali 3.000 della fanteria di marina, o Royal Saudi Naval Force - Marine Forces (RSNF-MF); il numero è comunque incerto anche se per i fanti di marina la struttura si basa su due brigate, una per flotta, con i battaglioni 1,3 e 5 nella Prima Brigata a Jubail e il 2° e il 4° con un possibile 6º battaglione nella Flotta Est ad Al Qadimah; i mezzi in dotazione con certezza comunque sono dei blindati ruotati leggeri 6x6 MR-600 prodotti in Spagna dalla Enasa, mentre non si hanno riscontri su mezzi 8x8 di produzione locale dei quali si sono avute notizie da fonti specializzate. Le incertezze sono dovute alla scarsa pubblicità data dai sauditi alle loro attività militari. Altre basi della Flotta Ovest sono Jizan e Yanbu. Esiste anche una componente lanciamissili terrestre basata su missili Otomat montati su camion 6x6, per le quali si ipotizzano 4 batterie e 155 missili, con 2 contenitori-lanciatori per camion e ulteriori veicoli di servizio che portano i radar per la direzione di tiro e le ricariche per i lanciatori.

## La flotta

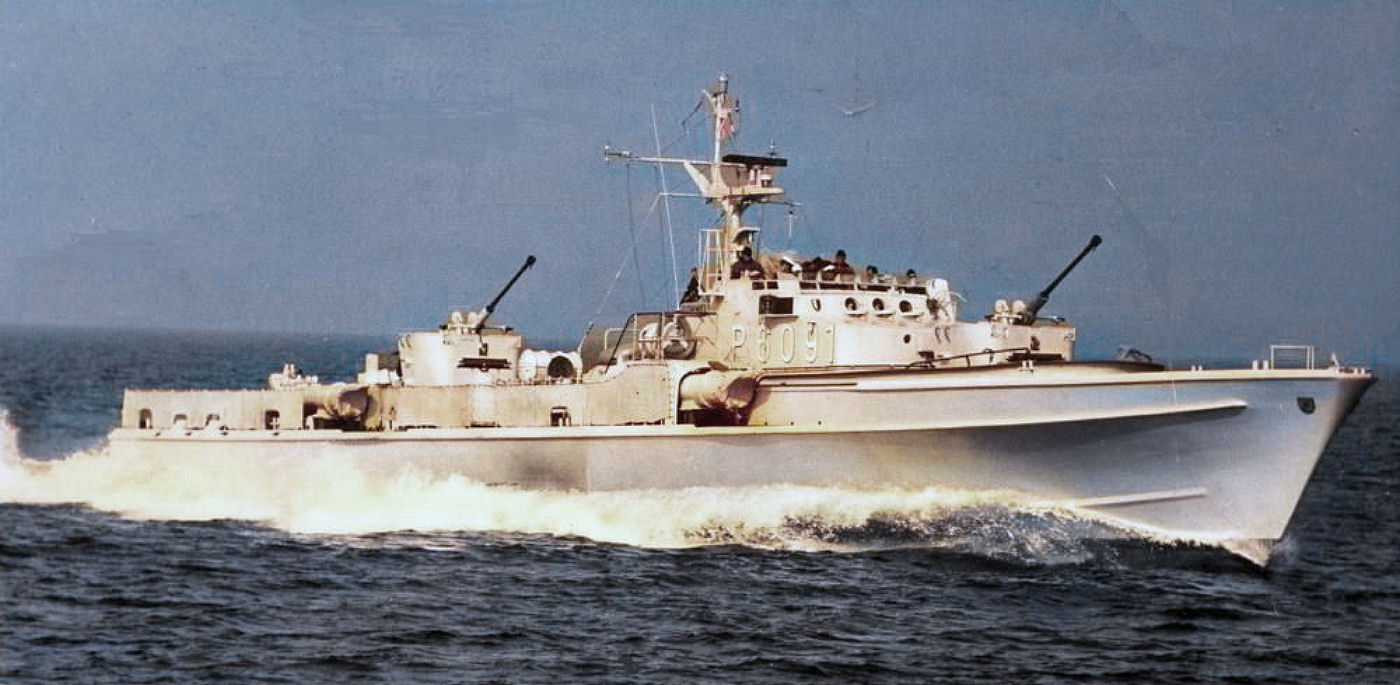
Una motovedetta della classe Jaguar in dotazione alla marina tedesca, simile a quelle della marina saudita

Fra le sue unità, tre fregate della classe La Fayette di costruzione francese:
- 812 Riyad (2002)
- 814 Mecca (2003)
- 816 Dammam (2004)

e 4 della classe Medina, più vecchie, sempre di costruzione francese:
- 702 Medina (1985)
- 704 Hofouf (1985)
- 706 Abha (1986)
- 708 Taif (1986)

tre cacciamine statunitensi classe MSC302, 9 motovedette missilistiche classe Jaguar prodotte in Germania dai cantieri Lurssen.

## Mezzi aerei
Sezione aggiornata annualmente in base al World Air Force di Flightglobal del corrente anno. Tale dossier non contempla UAV, aerei da trasporto VIP ed eventuali incidenti accorsi durante l'anno della sua pubblicazione. Modifiche giornaliere o mensili che potrebbero portare a discordanze nel tipo di modelli in servizio e nel loro numero rispetto a WAF, vengono apportate in base a siti specializzati, periodici mensili e bimestrali. Tali modifiche vengono apportate onde rendere quanto più aggiornata la tabella.
| Aeromobile               | Origine     | Tipo                          | Versione (denominazione locale) | In servizio (2024) | Note                                                                      | Immagine |
| Elicotteri               |             |                               |                                 |                    |                                                                           |          |
| Eurocopter AS532 Cougar  | Francia     | elicottero da trasporto medio | AS 332M1AS 532H215M             | 20                 |                                                                           |          |
| Eurocopter AS365 Dauphin | Francia     | SAR                           | AS 365AS 565                    | 26                 |                                                                           |          |
| Sikorsky MH-60 Seahawk   | Stati Uniti | elicottero ASW                | MH-60R                          | 10                 | 10 MH-60R ordinati nel 2015, primo esemplare consegnato a settembre 2018. |          |

## Gradi

### Ufficiali
- ammiraglio (in arabo: فريق أول);
- viceammiraglio (in arabo: فريق);
- retroammiraglio (in arabo: لواء);
- commodoro (in arabo: عميد);
- capitano di vascello (in arabo: عقيد);
- capitano di fregata (in arabo: مقدم);
- capitano di corvetta (in arabo: رائد);
- tenente di vascello (in arabo: نقيب);
- sostenente di vascello (in arabo: ملازم أول);
- guardiamarina (in arabo: ملازم).

### Graduati e marinai
- sergente capo (in arabo: رئيس رقباء);
- sergente di prima classe (in arabo: رقيب أول);
- sergente (in arabo: رقيب);
- sergente inferiore (in arabo: وكيل رقيب);
- sottocapo (in arabo: عريف);
- comune di prima classe (in arabo: جندي أول);
- comune di seconda classe (in arabo: جندي)